# Se Bem Me Lembro
Se Bem Me Lembro foi um programa semanal célebre da RTP1, apresentado por Vitorino Nemésio, exibida entre 1969 e 1975, com palestras em que o professor e poeta demonstra toda a sua eloquência e dotes únicos de comunicador. Em 1974, o programa passou a quinzenal, desaparecendo no ano seguinte, com alguma polémica manifesta.